# Sigiliul statului Ohio, SUA
| [[Fişier:\|150px\|alt=Imagine indisponibilă\|Pictura al marelui sigiliu al statului Ohio]] |  | Imagine indisponibilă            |
| Pictura al marelui sigiliu al statului Ohio                                                |  | Marelui sigiliu al statului Ohio |

Marele sigiliu al statului Ohio (în engleză, The Great Seal of the State of Ohio) prezintă stema statului Ohio înconjurată de cuvintele următoare scrise cu majuscule, "THE GREAT SEAL OF THE STATE OF OHIO".  
Stema statului Ohio prezintă un lan de grâu, simbolizând agricultură, bogăție și generozitate; un mănunchi de șaptesprezece săgeți semnificând admiterea statului Ohio ca cel de-al 17-lea stat al Statelor Unite; o reprezentare a Muntelui Logan (Mount Logan), ce se găsește în comitatul Ross (Ross County), așa cum acesta se vede dinspre Memorialul de stat Adena; un soare răsărind, surprins în momentul când trei-pătrimi din discul aparent al acestuia sunt vizibile și radiind treisprezece raze, care semnifică cele 13 state originare, ce strălucesc deasupra statului Ohio, primul din zona cunoscută ca Northwest Territory; iar în partea de mijloc o reprezentarea râului Scioto și a niște câmpuri cultivate. 
Adunarea legislativă a statului Ohio a definit stema statului Ohio în Ohio Revised Code, capitolul 5, secțiunea 04.  Marele sigiliu al statului este definit în secțiunea 10. 